# 크리스티나 챔버스
크리스티나 챔버스(Christina Chambers, 1969년 10월 24일 ~ )는 미국의 배우, 연극 배우, 텔레비전 배우, 모델, 영화배우이다.
알렉산드리아에서 태어났다.

## 영화
- 파이팅 토미 릴리 (2005년) - 스테파니 역
- 라이프 101 (1995년)
- 원 라이프 투 리브 (1968년)
- 애즈 더 월드 턴즈 (1956년)